# فالنچیتسه
فالنچیتسه (به لهستانی:  Falęcice) یک روستا در لهستان است که در گمینا پرومنا واقع شده‌است.